# Los met z'n allen
Los met z'n allen is een nummer van de Nederlandse zanger Gerard Joling uit 2021.
De single gaat volgens Joling over de tijd wanneer mensen weer naar evenementen kunnen gaan. "Ik heb de single 'Los met z'n Allen' al langer dan één jaar op de plank liggen. We moesten alleen nog het juiste moment vinden om de single te releasen", aldus Joling. Kort na de uitgave van het nummer ontstond er kleine ophef omdat het volgens NPO Radio 2-dj Giel Beelen zou lijken op Leef van André Hazes jr., en op I will survive in de uitvoering van de Hermes House Band. Joling reageerde aanvankelijk kwaad, maar later liet diens management weten dat beide heren hun ruzie hadden bijgelegd. Het nummer bereikte de 21e positie in de Nederlandse Tipparade.